# Hans von Bartels

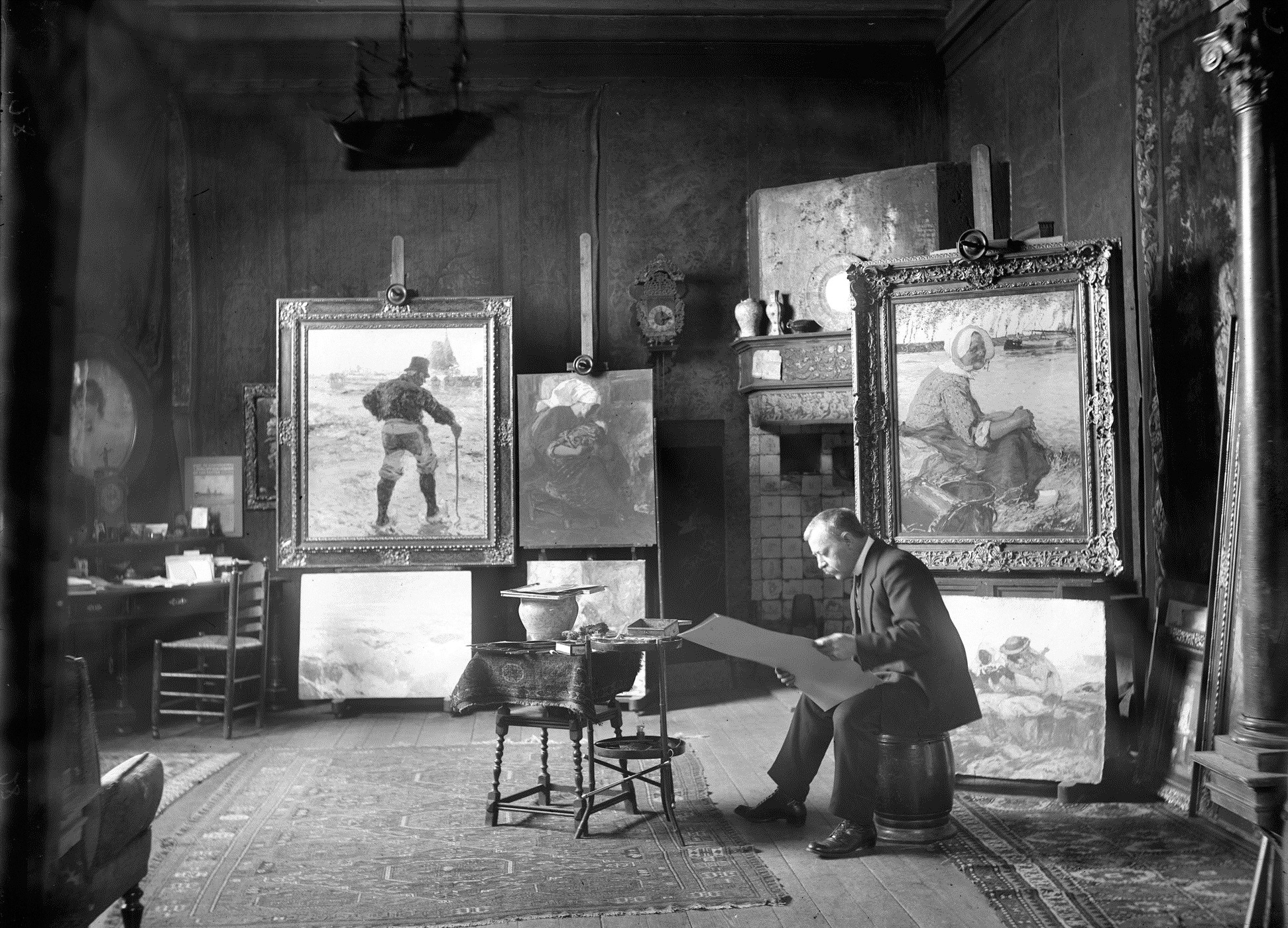
Hans von Bartels in zijn atelier

Hans von Bartels (Hamburg, 25 december 1856 - München, 5 oktober 1913) was een Duits kunstschilder die vaak in Nederland werkte. Zijn belangrijkste thema was het Hollandse vissersleven.

## Leven en werk

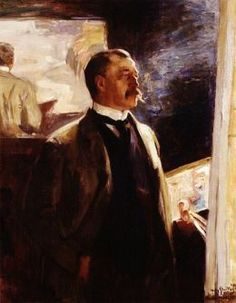
Hans von Bartels (door Willy Sluiter)

Von Bartels was de zoon van een vermogende attaché van de Russische regering in Duitsland. Hij studeerde bij de Hamburgse marineschilder Rudolph Hardorff (1816–1907) en daarna aan de Kunstakademie Düsseldorf onder Adolph Schweitzer en Carl Oesterley. Na een studiereis naar Italië vestigde hij zich met zijn vrouw, de schrijfster Wanda von Bartels, 1885 in München, waar hij leraar werd aan de kunstacademie.

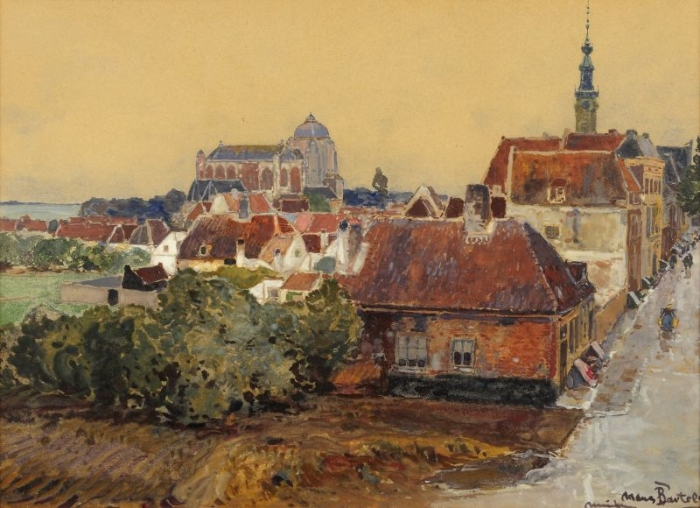
Gezicht op Veere, 1889

In 1887 bezocht Von Bartels voor de eerste keer Katwijk aan Zee. Hij werd er gegrepen door de eenvoud van het vissersleven en zou er tot aan zijn dood jaarlijks terugkeren om te schilderen. Het leven van de vissers en hun gezinnen, de bonte klederdrachten, het strand, de zee en de schepen vormden zijn belangrijkste bron van inspiratie, niet alleen in Katwijk maar ook elders aan de Hollandse kust, in België en in Normandië. Ook schilderde hij enkele landschappen en stadsgezichten.
Von Bartels beschouwde de aquarel en gouache als volwaardig en zelfstandig kunstwerk, hetgeen onder andere blijkt uit de grote formaten van zijn gouaches. Zijn stijl van werken was een soort van mengeling tussen het impressionisme en het realisme van de Haagse School, waarmee hij in Nederland bekend raakte. Vaak schilderde hij vissers aan het werk en vissersvrouwen aan de kade of op het strand, 'en plein air', met veel aandacht voor het 'vangen van het moment'. Zijn werk werd geprezen om de grote energie en de coloristische intensiteit. Kenmerkend is ook een zekere vlotheid en spontaniteit, die zijn werken erg levendig maken.
In zijn latere levensjaren werd het werk van Von Bartels wat conservatiever en klassieker. Hij was lid van diverse Duitse, Nederlandse, Belgische en Oostenrijkse kunstgenootschappen. In Duitsland wordt hij gerekend tot de Düsseldorfse School. In de Nederlandse schilderswereld genoot hij in zijn tijd groot aanzien.
Von Bartels overleed in 1913, 56 jaar oud. Zijn dochter Vera (1886-1922) werd eveneens een verdienstelijk tekenares en aquarelliste.
Werk van Von Bartels is onder andere te zien in het Katwijks Museum, het Volendams Museum, het Koninklijke Musea voor Schone Kunsten van België te Brussel, de Alte Nationalgalerie te Berlijn en de Alte Pinakothek te München. In 2009 verscheen een boek over zijn leven en werk, geschreven door kunstcriticus Eduard Heyck.

## Galerij van Hollandse werken

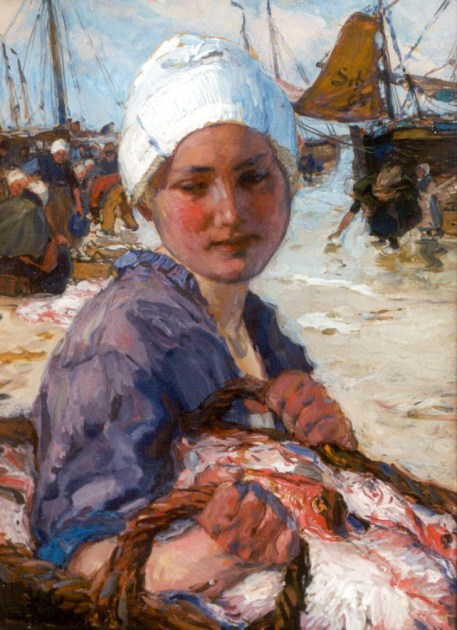
De vangst van vandaag
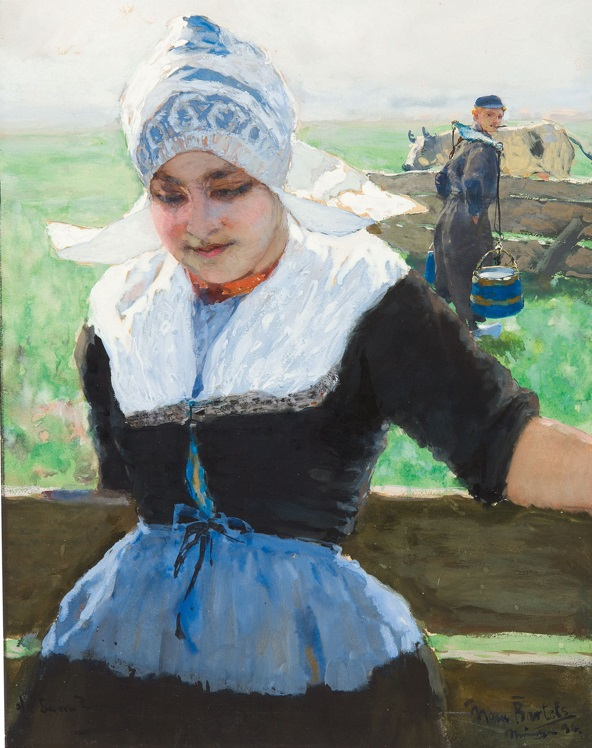
Steentje Tuip, Volendams vissersmeisje
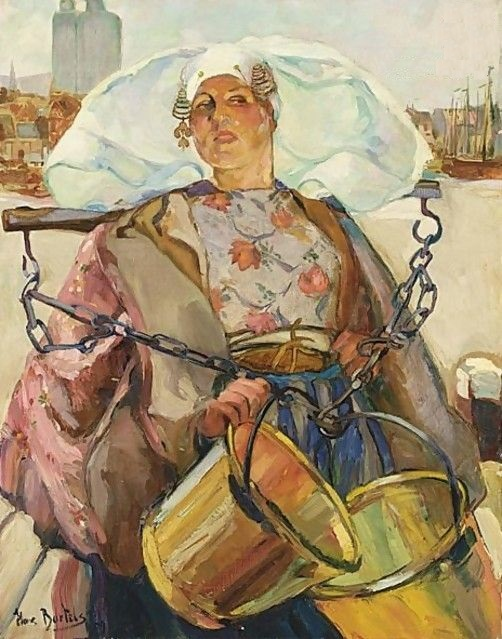
Jong vissersmeisje van Rijsoord, Dordrecht op de achtergrond
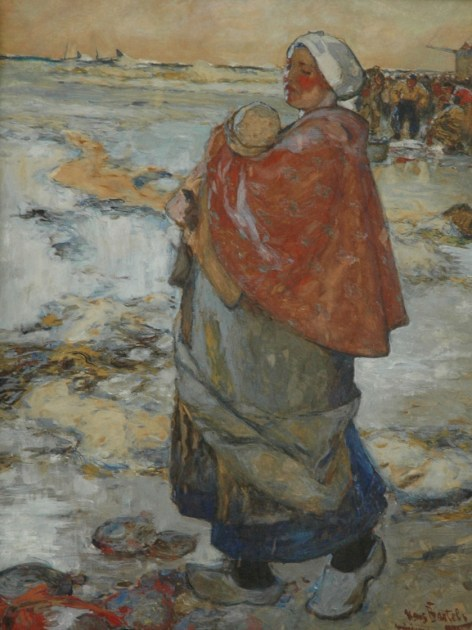
Moeder met kind wachtend op het strand
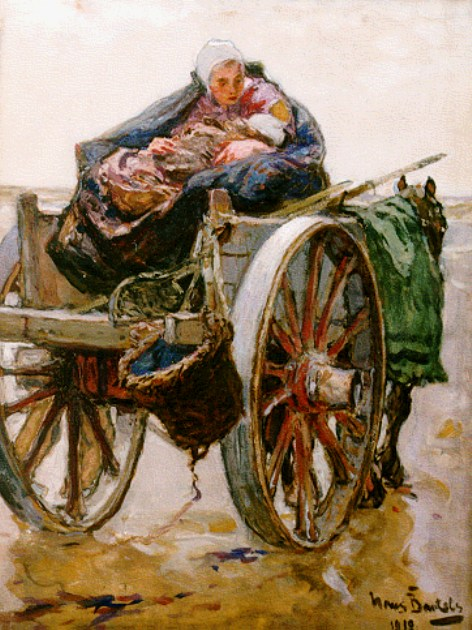
Moeder en kind op schelpenpad te Katwijk
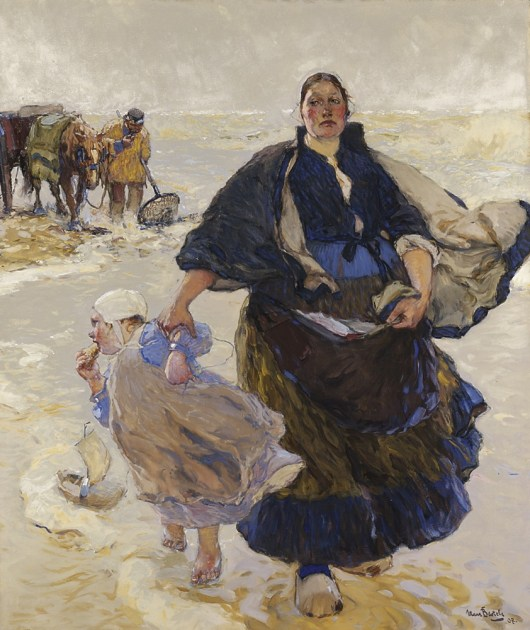
Na de visvangst, vissersvrouw met kind
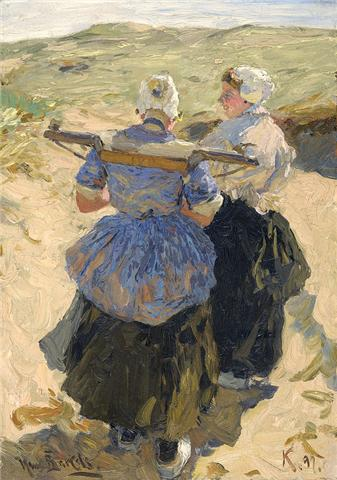
Vissersvrouwen
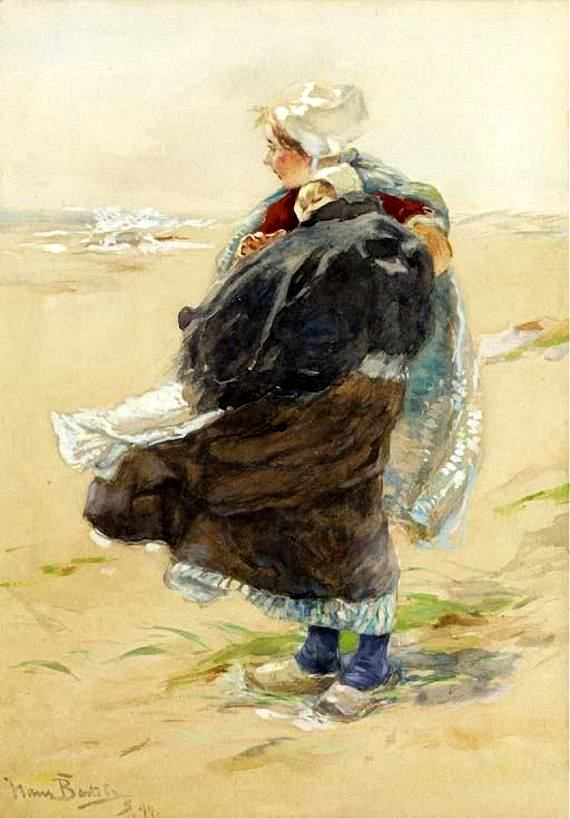
Winderige dag op het strand van Scheveningen
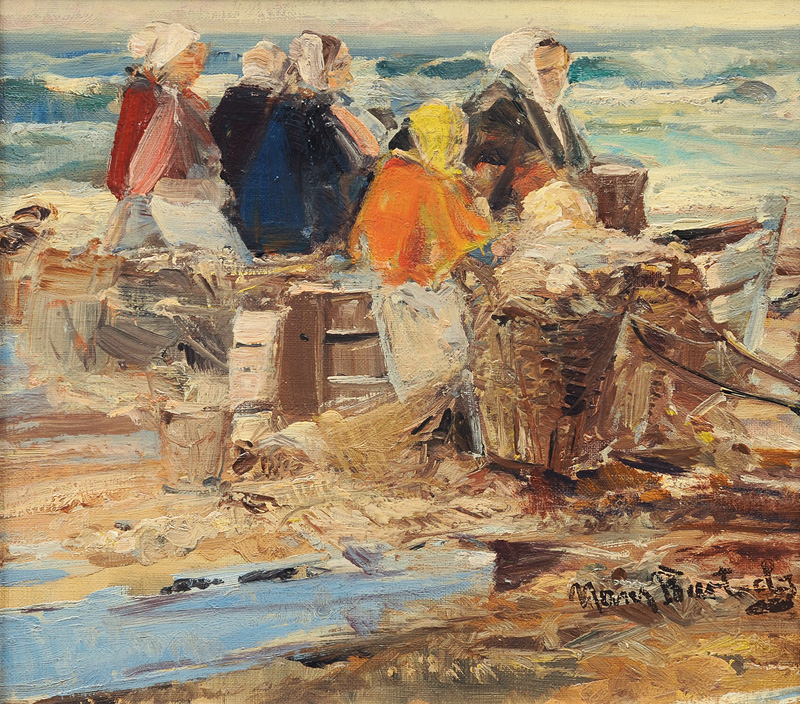
Vissersvrouwen op het strand
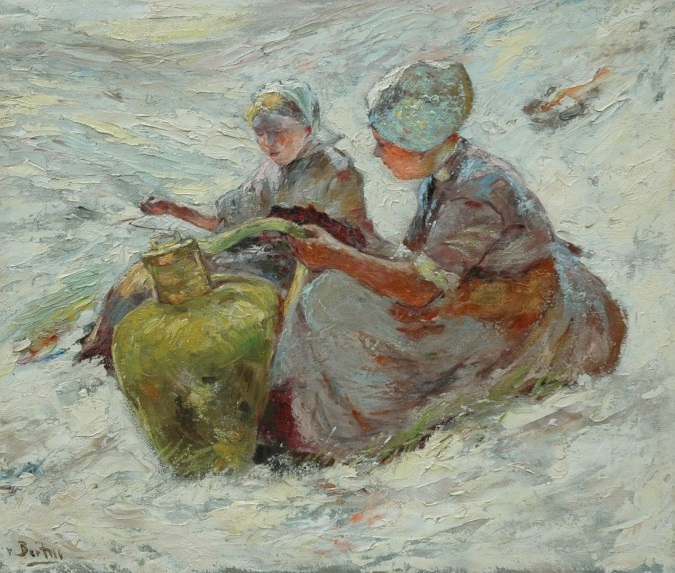
Twee vissersvrouwen in de duinen